# Coupe du monde de football 1978
Navigation
Allemagne de l'Ouest 1974 Espagne 1982
La Coupe du monde de football 1978 est la onzième édition de la Coupe du monde de football.
Elle se déroule en Argentine du 1er au 25 juin 1978. L'Argentine est sacrée championne du monde pour la première fois en battant les Pays-Bas en finale, 3-1 après prolongation.
Le contexte politique est celui de la dictature militaire, deux ans après le coup d'état du 24 mars 1976. C'est d'ailleurs le général Videla, chef de la junte militaire, qui remet la coupe au capitaine argentin, Daniel Passarella, « El Gran Capitán ».
Ce « Mundial » fut également controversé dans son déroulement, notamment en ce qui concerne le match décisif Argentine-Pérou dont l'horaire fut décalé en soirée pour des raisons aussi évidentes qu'inavouables. Ainsi, au courant du résultat du match de leur concurrent brésilien qui venait de se terminer, les Argentins savaient qu'ils devaient marquer au moins quatre buts aux Péruviens, à cause de la différence de buts, pour se qualifier pour la finale aux dépens du Brésil, ce qu'ils ont réussi,.

## Équipes qualifiées
Europe
- Allemagne de l'Ouest (champion du monde 1974)
- Pologne
- Italie
- Autriche
- Pays-Bas
- France
- Suède
- Écosse
- Espagne
- Hongrie

Amérique du Nord, centrale et caraïbes
- Mexique

Amérique du Sud
- Argentine (pays organisateur)
- Brésil
- Pérou

Asie-Océanie
- Iran

Afrique
- Tunisie

## Tirage au sort
Les modalités du tirage au sort effectué le 14 janvier 1978 ont fait l'objet de nombreuses tractations préalables. En fonction des critères de désignation des têtes de série, des critères de répartition géographique et des revendications des uns et des autres, un compromis a en effet dû être trouvé par la FIFA, aboutissant ainsi à un tirage largement prédéfini. Après désignation des deux premières têtes de série sur les critères d'organisateur (Argentine) et de tenant du titre (Allemagne de l'ouest), le Brésil, triple champion du monde, est désigné troisième tête de série en raison de son palmarès. Les Pays-Bas (vice-champions sortants) sont en ballotage avec l'Italie (qui revendique la place en tant que double championne du monde) pour la quatrième tête de série. Les Pays-Bas sont préférés à l'Italie sur un critère sportif (résultat le plus récent en coupe du monde), mais les Italiens font pression en relevant certaines incohérences. En compensation et sur la proposition des organisateurs argentins, l'Italie, « cinquième tête de série », est affectée directement au groupe 1, celui de l'Argentine, avec l'assurance de jouer son dernier match de groupe contre la sélection du pays hôte et d'évoluer dans une région où les descendants d'Italiens, qui sont de potentiels supporters, sont nombreux.
Les têtes de série ont l'avantage d'être affectées à leur groupe avant le tirage et l'assurance de jouer tous leurs matchs du premier tour dans le même stade, à l'exception de l'Allemagne qui doit jouer le match d'ouverture à Buenos-Aires. Ainsi cinq équipes savent déjà avant le tirage au sort dans quel groupe elles vont se retrouver, la moitié du groupe 1 étant connue (Argentine et Italie). En outre, pour des raisons géographiques, le troisième chapeau composé de deux équipes européennes et deux équipes américaines garantit aux européennes d'être tirées au sort dans un groupe où la tête de série est sud-américaine (groupe I ou III), et aux américaines d'être placées dans un groupe où la tête de série est européenne (groupe II ou IV). Le quatrième chapeau est en fait le seul à suivre un tirage au sort « intégral ».
| Têtes de série | Chapeau B                    | Chapeau C                                       | Chapeau D                            |
| --- | ---------------------------- | ----------------------------------------------- | ------------------------------------ |
| - Argentine (hôte) : groupe I - Allemagne de l'Ouest (champion en titre) : groupe II - Brésil : groupe III - Pays-Bas : groupe IV | - Italie : groupe I          | - Hongrie (gr. I ou III) - Suède (gr. I ou III) | - Autriche - France - Iran - Tunisie |
| - Argentine (hôte) : groupe I - Allemagne de l'Ouest (champion en titre) : groupe II - Brésil : groupe III - Pays-Bas : groupe IV | - Écosse - Espagne - Pologne | - Mexique (gr. II ou IV) - Pérou (gr. II ou IV) | - Autriche - France - Iran - Tunisie |

| Groupe I | Groupe I  | Groupe II | Groupe II            | Groupe III | Groupe III | Groupe IV | Groupe IV |
| -------- | --------- | --------- | -------------------- | ---------- | ---------- | --------- | --------- |
| 1        | Argentine | 5         | Pologne              | 9          | Autriche   | 13        | Pays-Bas  |
| 2        | Hongrie   | 6         | Allemagne de l'Ouest | 10         | Espagne    | 14        | Iran      |
| 3        | France    | 7         | Tunisie              | 11         | Suède      | 15        | Pérou     |
| 4        | Italie    | 8         | Mexique              | 12         | Brésil     | 16        | Écosse    |

## Stades
Les rencontres de la Coupe du monde 1978 se déroulent dans six stades différents.
Parmi ces stades, deux sont localisés dans la capitale fédérale de l'Argentine Buenos Aires. L'Estadio Monumental, dont le club résident est le Club Atlético River Plate, est l'enceinte principale de la compétition. Il a en effet la plus grande capacité parmi les six stades avec 72 300 places. C'est aussi à l'Estadio Monumental que se déroulent le plus grand nombre de matchs (9) et les plus grands évènements de la compétition avec la cérémonie d'ouverture, le match d'ouverture, le match pour la troisième place et la finale. Le second stade de Buenos Aires qui est utilisé est l'Estadio José Amalfitani, ayant pour club résident le Club Atlético Velez Sarsfield, préféré à la Bombonera de Boca Juniors. Trois matchs du groupe 3 du premier tour se disputent dans cette enceinte de 46 765 places.
Les quatre autres stades sont situés dans les grandes agglomérations de Córdoba, Mar del Plata, Mendoza et Rosario. Huit matchs des deux premiers tours sont disputés dans l'Estadio Olímpico Chateau Carreras de Córdoba, stade occupé par les trois clubs résidents du Club Atlético Talleres, de l'Instituto Atlético Central Córdoba et du Club Atlético Belgrano. L'Estadio José Maria Minella de Mar del Plata, stade du Club Atlético Aldosivi et du Club Atlético Alvarado, accueille six rencontres du premier tour. Le stade de Mendoza utilisé pour la Coupe du monde 1978 est baptisé Stade Ciudad de Mendoza et six matchs des premier et second tours s'y déroulent. L'Estadio Gigante de Arroyito, localisé à Rosario et stade du club du Club Atlético Rosario Central, accueille trois matchs du groupe 2 et les trois matchs de l'Argentine lors du second tour.

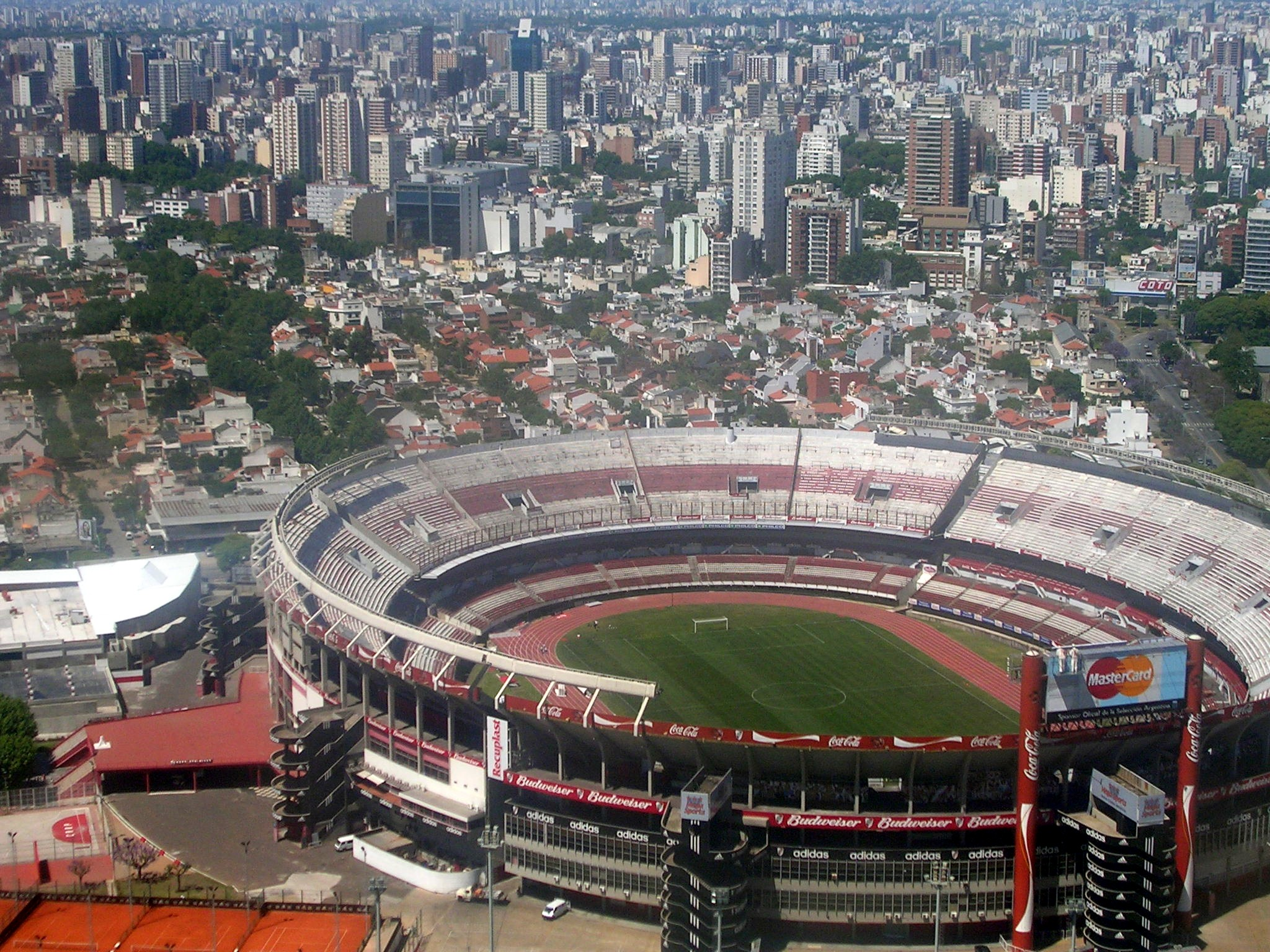
Estadio Monumental Antonio Vespucio Liberti, Buenos Aires 76 687 places
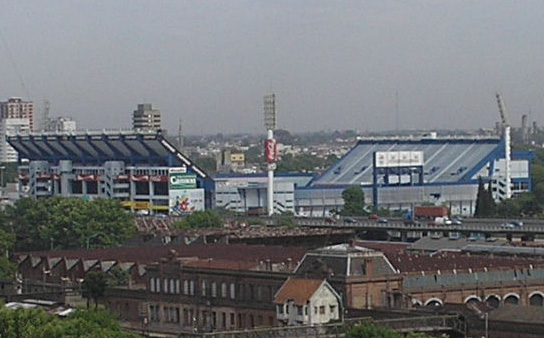
Estadio José Amalfitani, Buenos Aires 49 540 places
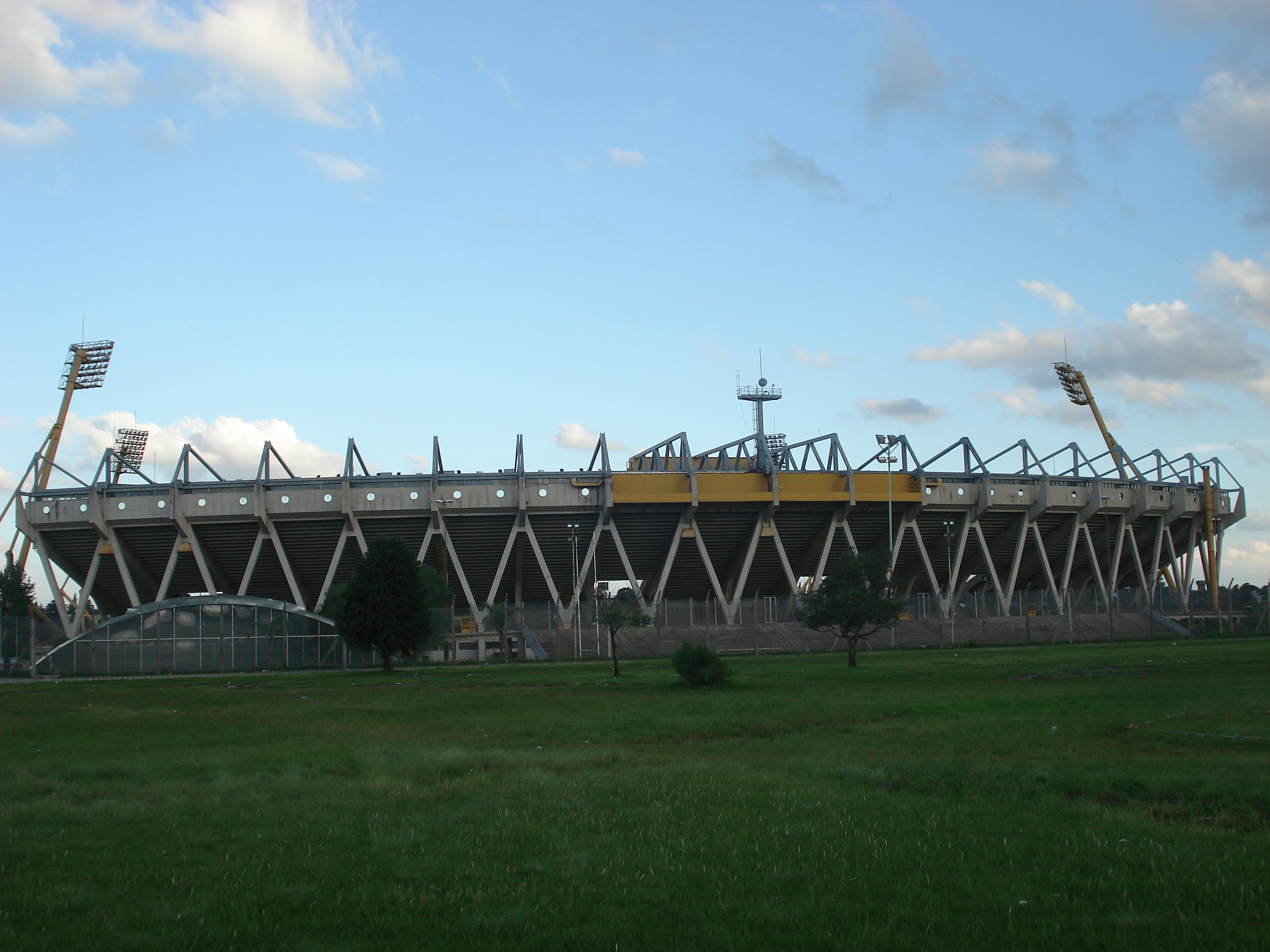
Estadio Olímpico Chateau Carreras, Córdoba 57 000 places
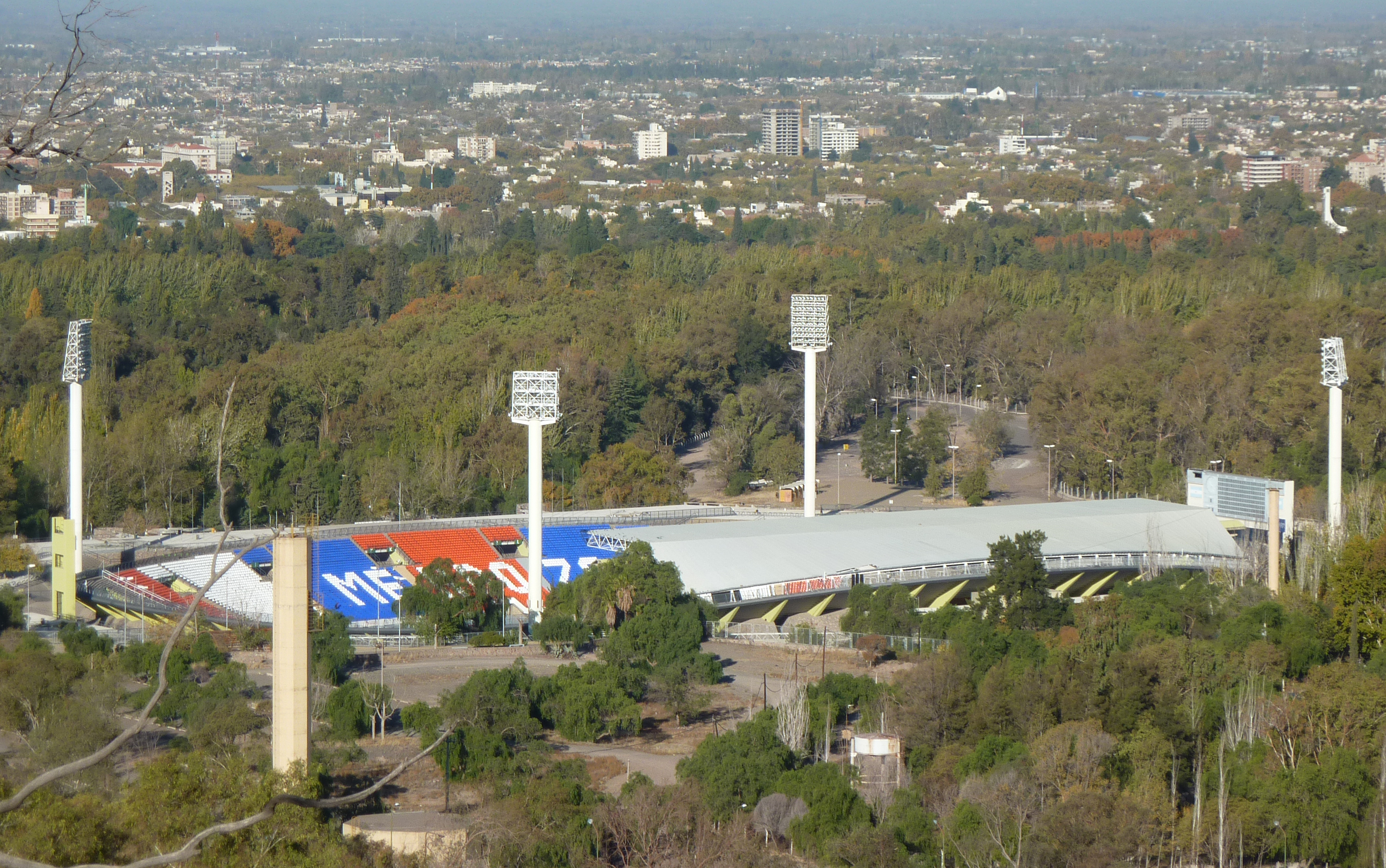
Estadio Ciudad de Mendoza, Mendoza 45 268 places
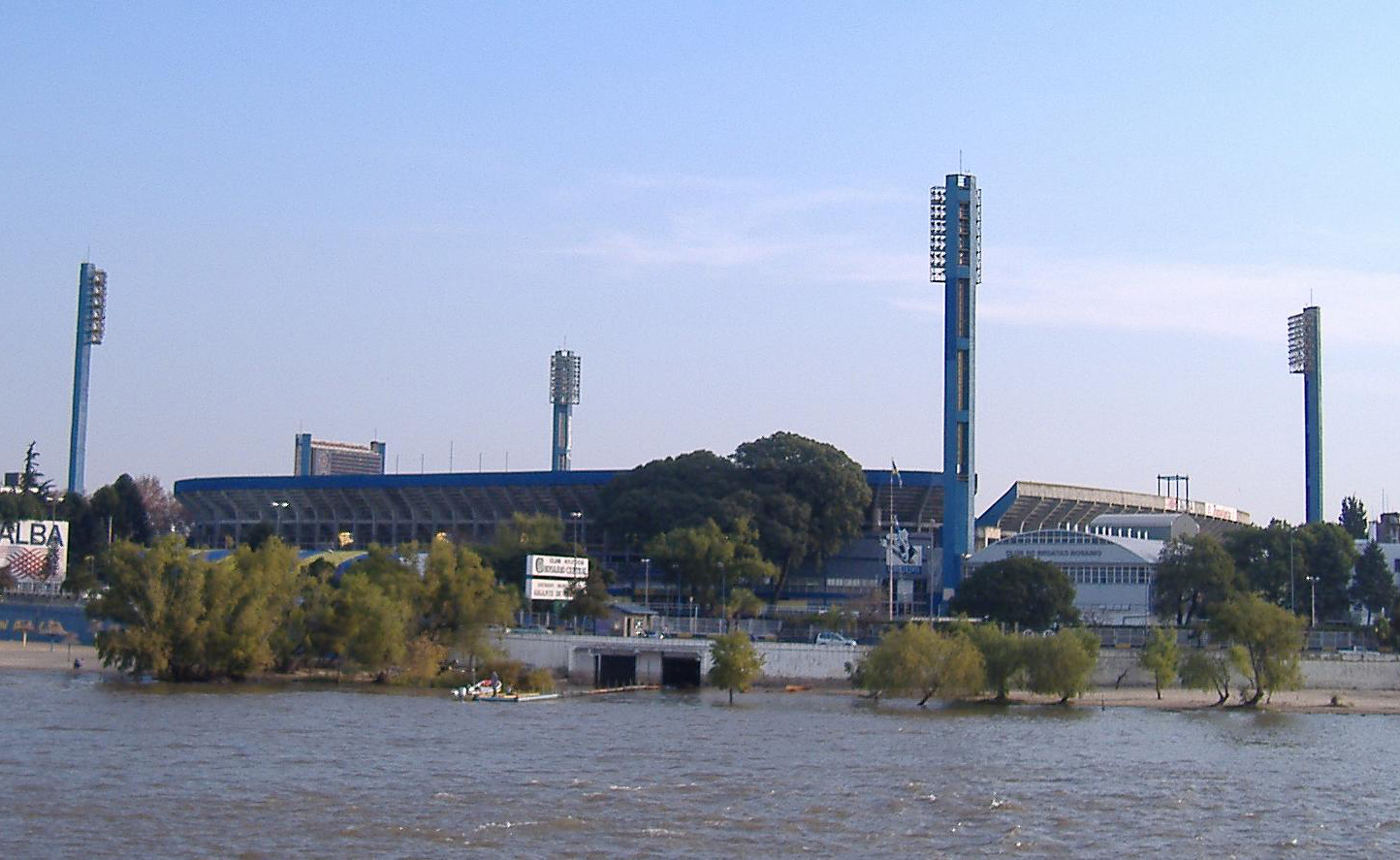
Estadio Dr. Lisandro de la Torre, Rosario 41 654 places

## Un contexte controversé pour une finale controversée
L'ultime match de la troisième et dernière journée du second tour disputé entre l'Argentine et le Pérou a été sujet à controverse, autant de par son horaire que de par le score final au tableau d'affichage. Pour le Mundial 1978, les horaires de coup d'envoi les jours de match étaient fixés comme suit (en dehors du match d'ouverture et des finales prévus à 15h00) : 13h45 et 16h45, avec les deux matches d'un même groupe disputés à la même heure. Les matches de l'Argentine au premier tour faisaient toutefois exception et étaient fixés en nocturne à 19h15.
Si on se réfère au calendrier officiel de la Coupe du monde 1978 publié avant la compétition, au second tour tous les matches étaient prévus à 13h45 ou 16h45, les équipes d'un même groupe jouant à la même heure. Or au moment de valider le calendrier des poules quart/demi-finales une dérogation a été accordée au pays hôte par le comité d'organisation de la FIFA : les trois matchs de l'équipe d'Argentine dans le groupe B  ont ainsi été programmés en nocturne à 19h15, comme lors du premier tour; tandis que les autres matches du groupe B étaient maintenus en journée à l'heure prévue initialement.
Ce changement décidé entre deux tours qui donnait à l'Argentine le même régime de faveur qu'au premier tour - jouer à chaque fois en connaissant le résultat de ses autres adversaires de poule - créa un malaise et déclencha une polémique qui ne fit que s'amplifier au fil des jours. En effet, les deux demi-finalistes en puissance (Argentine et Brésil) qui avaient remporté respectivement leur premier match se rencontraient lors de la deuxième journée. Le match nul (0-0) qui en résulta signifiait qu'en cas de victoire (vraisemblable) de ces deux équipes lors de la dernière journée, c'est la différence de buts qui les départagerait pour accéder à la finale.
Le lendemain du match Argentine-Brésil, les Brésiliens déposèrent une réclamation auprès de la FIFA afin que le match Argentine-Pérou fût reprogrammé à la même heure que Brésil-Pologne conformément au calendrier officiel initial (les deux matches à 16h45). La réclamation a été rejetée par le comité d'organisation. En battant la Pologne 3-1 en fin d'après-midi du 21 juin 1978 le Brésil monta la barre de la différence de buts à + 5 (6-1). Pour l'Argentine (victorieuse 2-0 face à la Pologne au premier match) le calcul était simple : gagner par au moins quatre buts d'écart contre le Pérou pour se qualifier pour la finale.

Face à une équipe du Pérou, dont le fantasque gardien Quiroga était né en Argentine où il avait également joué, quelque peu démobilisée et qui n'avait rien à espérer (une victoire ne lui aurait pas garanti d'éviter la dernière place du groupe), l'Argentine déchaînée gagna par 6 à 0. L'ampleur du score, qui répondait aux attentes des Argentins, a alimenté la suspicion et donné du crédit à l'hypothèse d'un arrangement,. Pourtant dans le déroulement du match, rien ni aucune action ne laisse vraiment entrevoir un quelconque arrangement. En effet, d'une part les Péruviens ont été les plus entreprenants et incisifs en début de partie, se procurant deux occasions nettes d'ouvrir le score, dont un tir sur le poteau, et d'autre part les Argentins n'ont, visiblement, pas eu à bénéficier d'erreur défensive suspecte ou d'un laisser-aller flagrant de l'équipe péruvienne pour transformer leurs occasions en buts.

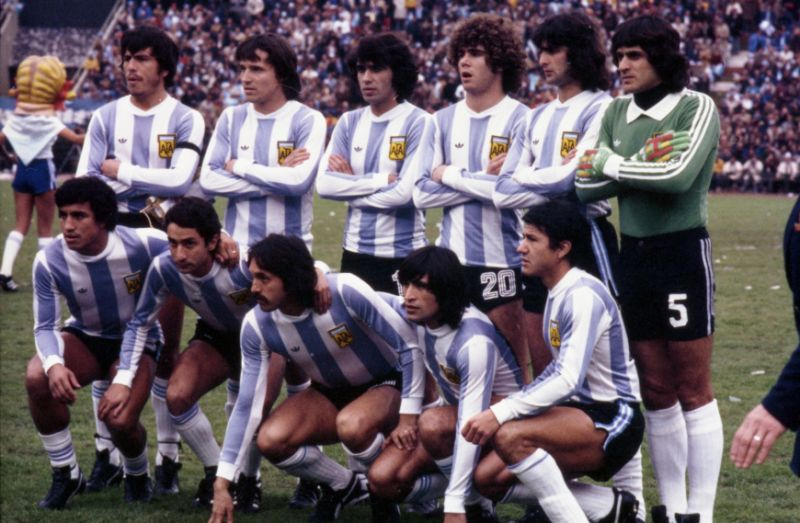
L'Argentine en 1978.

La finale fut elle aussi controversée, les Néerlandais accusant les Argentins d'avoir sous divers prétextes (par exemple en avançant la non conformité d'un plâtre au poignet de l'ailier René van de Kerkhof) créé des incidents pour retarder le début du match de manière à laisser l'équipe visiteuse en proie à la foule déchaînée et hostile du stade Estadio Monumental de Buenos Aires. Tant pour cette attitude que pour manifester leur opposition à la junte militaire, les Néerlandais refusèrent d'assister aux cérémonies d'après match. L'Argentine gagna 3-1 après prolongation avec deux buts de Mario Kempes, meilleur buteur du tournoi avec 6 réalisations.
Les Pays-Bas ont ainsi perdu leur seconde finale d'affilée et encore une fois face au pays organisateur (après l'Allemagne de l'Ouest en 1974). Cela reste, pour beaucoup, une injustice, tant l'équipe et la génération de Johan Cruyff ont apporté au football moderne en termes de stratégie, de fluidité, de football total, dont la coupe du monde 1974 marquait l'apogée, et un jeu offensif, avec des joueurs tels Johan Neeskens ou Johnny Rep.
La décision de Johan Cruyff de ne pas participer à la Coupe du monde de 1978 aurait été motivée, en partie, par le stress généré par la tentative d'enlèvement subie par sa famille en Espagne (lors de laquelle le joueur a été menacé d'une carabine), alors qu'il jouait pour le FC Barcelone, et en partie pour ne pas cautionner la dictature argentine.
De même, les observateurs du football ont fait remarquer l'arbitrage extrêmement favorable à l'Argentine lors du match contre la France. Ce qui fera dire à Michel Hidalgo : « pour cette Coupe du Monde 1978, la géopolitique prenait plus de place que le sportif ».

## Déroulement de la phase finale
Résultats des matchs de groupes (premier tour et second tour) :

### Premier tour

#### Groupe I
Dans le premier match du groupe 1, la France marque contre l'Italie au bout de 37 secondes de jeu par Bernard Lacombe, qui reprend de la tête un centre de la gauche de Didier Six. L'Italie joue alors de manière offensive, les défenseurs apportant une supériorité numérique dans les situations d'attaque. La défense française est mise sous pression et l'Italie gagne de façon méritée grâce à deux buts de Paolo Rossi puis de Renato Zaccarelli à la suite d'une montée du défenseur Claudio Gentile. L'Argentine, devant ses supporters
enthousiastes, remporte son premier match contre la Hongrie qui termine à neuf après l'expulsion de deux joueurs en fin de rencontre. Menée 1-0, la sélection argentine égalise par Leopoldo Luque puis prend l'avantage par Daniel Bertoni après une combinaison entre Norberto Alonso et Luque.
Lors de la deuxième journée les Hongrois, privés de quatre joueurs importants sur suspension et blessure, se procurent en début de match plus d'occasion que l'Italie mais encaissent deux buts coup sur coup après la première demi-heure de jeu. La deuxième mi-temps est à l'avantage de la sélection italienne, qui marque encore à la 61e minute de jeu sur un tir des 25 mètres de Romeo Benetti. La Hongrie réduit l'écart sur pénalty. Dans l'autre match, Argentins et Français jouent de manière offensive. Alors que la France pratique un meilleur jeu, fait de passes longues ou courtes afin de trouver les joueurs qui s'enfoncent dans les espaces libres, l'Argentine prend l'avantage 1-0 en fin de  1ère mi-temps sur un pénalty contestable,. À la 60e minute de jeu, Michel Platini égalise pour l'équipe de France. Les Français accentuent leur pression pour remporter la rencontre, le libéro Marius Trésor montant fréquemment en attaque. Le gardien argentin Ubaldo Fillol effectue plusieurs arrêts importants et l'Argentine remporte finalement le match 2-1 sur une volée de 22 mètres de Leopoldo Luque,.
L'Argentine et l'Italie, déjà qualifiées pour le second tour, se rencontrent lors de leur troisième match, un match nul donnant la première place aux Italiens au bénéfice d'une meilleure différence de buts. L'équipe argentine tire plus souvent au but que son adversaire mais éprouve des difficultés à jouer contre le marquage sévère des Italiens. Les attaquants italiens trouvent souvent des espaces dans la défense en zone de l'Argentine, ce qui permet à Roberto Bettega de marquer le but de la victoire pour l'Italie. La rencontre France - Hongrie du 10 juin 1978 oppose deux équipes déjà éliminées. Les deux sélections proposent un « football attrayant et spectaculaire » et le match est dominé par la France qui gagne 3-1. Le coup d'envoi de cette rencontre est retardé de 40 minutes car les deux équipes se présentent avec un maillot blanc. Selon une note de la FIFA envoyée avant le début de la compétition à la fédération française, c'est alors aux Français de changer de tenue. Comme ils n'ont pas leur jeu de maillots bleus sur place, ils jouent avec les maillots rayés vert et blanc d'une équipe locale, le Kimberley Football Club ,,,.
| Rang | Équipe    | Pts | J | G | N | P | Bp | Bc | Diff |
| ---- | --------- | --- | - | - | - | - | -- | -- | ---- |
| 1    | Italie    | 6   | 3 | 3 | 0 | 0 | 6  | 2  | +4   |
| 2    | Argentine | 4   | 3 | 2 | 0 | 1 | 4  | 3  | +1   |
| 3    | France    | 2   | 3 | 1 | 0 | 2 | 5  | 5  | 0    |
| 4    | Hongrie   | 0   | 3 | 0 | 0 | 3 | 3  | 8  | -5   |

| Match | Date         | Équipe 1  | Résultat | Équipe 2 |
| ----- | ------------ | --------- | -------- | -------- |
| J 1   | 2 juin 1978  | Italie    | 2 - 1    | France   |
| J 1   | 2 juin 1978  | Argentine | 2 - 1    | Hongrie  |
| J 2   | 6 juin 1978  | Italie    | 3 - 1    | Hongrie  |
| J 2   | 6 juin 1978  | Argentine | 2 - 1    | France   |
| J 3   | 10 juin 1978 | France    | 3 - 1    | Hongrie  |
| J 3   | 10 juin 1978 | Argentine | 0 - 1    | Italie   |

#### Groupe II
Le grand match d'ouverture du Mundial 1978 oppose l'Allemagne de l'Ouest, champion sortant, à la Pologne, 3e en 1974, et se termine sur le score de 0-0 (comme les matchs d'ouverture des éditions de 1966, 1970 et 1974). Conformément aux pronostics, ces deux équipes parviennent à se qualifier sans souci pour le second tour, les Polonais terminant premiers du groupe avec deux victoires et un nul, les Allemands deuxièmes avec deux nuls blancs et une victoire impressionnante 6-0 contre le Mexique. La néophyte Tunisie réalise quant à elle une performance inédite en remportant contre le Mexique (3-1) la première victoire d'une équipe africaine en Coupe du monde (ce n’est que la quatrième participation d’une équipe africaine en phase finale de Coupe du monde après l’Égypte en 1934, le Maroc en 1970 et le Zaïre en 1974); elle se classe finalement troisième du groupe avec une seule défaite (contre la Pologne de Grzegorz Lato 1-0) et un match nul 0-0 contre le champion sortant.
| Rang | Équipe               | Pts | J | G | N | P | Bp | Bc | Diff |
| ---- | -------------------- | --- | - | - | - | - | -- | -- | ---- |
| 1    | Pologne              | 5   | 3 | 2 | 1 | 0 | 4  | 1  | +3   |
| 2    | Allemagne de l'Ouest | 4   | 3 | 1 | 2 | 0 | 6  | 0  | +6   |
| 3    | Tunisie              | 3   | 3 | 1 | 1 | 1 | 3  | 2  | +1   |
| 4    | Mexique              | 0   | 3 | 0 | 0 | 3 | 2  | 12 | -10  |

| Match | Date          | Équipe 1             | Résultat | Équipe 2             |
| ----- | ------------- | -------------------- | -------- | -------------------- |
| J 1   | 1er juin 1978 | Pologne              | 0 - 0    | Allemagne de l'Ouest |
| J 1   | 2 juin 1978   | Tunisie              | 3 - 1    | Mexique              |
| J 2   | 6 juin 1978   | Pologne              | 1 - 0    | Tunisie              |
| J 2   | 6 juin 1978   | Allemagne de l'Ouest | 6 - 0    | Mexique              |
| J 3   | 10 juin 1978  | Tunisie              | 0 - 0    | Allemagne de l'Ouest |
| J 3   | 10 juin 1978  | Pologne              | 3 - 1    | Mexique              |

#### Groupe III
L'Autriche, de retour sur le plan international depuis 20 ans, réalise une performance remarquable en devançant le Brésil dans ce groupe, grâce au nombre de buts marqués. Les Autrichiens battent les Espagnols et les Suédois avant de perdre contre le Brésil alors qu'ils sont déjà qualifiés pour le second tour, défaite sans conséquences pour les germaniques mais victoire utile pour les Brésiliens, qui n'avaient pas encore gagné dans ce mondial (ils avaient auparavant réalisé deux matchs nuls). Contre la Suède, le Brésilien Zico avait vu son but de la tête sur corner refusé par l'arbitre, une annulation qui empêcha peut-être le Brésil de l'emporter. La décision de l'arbitre souleva cependant une polémique. En effet le but brésilien avait été marqué après quarante cinq minutes et huit secondes, alors que l'arbitre gallois Clive Thomas, venait de siffler la fin de la période une seconde avant que le ballon franchisse la ligne, donc sans avoir attendu la fin de l'action en cours. Dès lors, au deuxième tour, le Brésil se retrouva dans la même poule que l'Argentine.
| Classement final |          |     |   |   |   |   |    |    |      |
|                  | Équipe   | Pts | J | G | N | P | BP | BC | Diff |
| 1                | Autriche | 4   | 3 | 2 | 0 | 1 | 3  | 2  | +1   |
| 2                | Brésil   | 4   | 3 | 1 | 2 | 0 | 2  | 1  | +1   |
| 3                | Espagne  | 3   | 3 | 1 | 1 | 1 | 2  | 2  | 0    |
| 4                | Suède    | 1   | 3 | 0 | 1 | 2 | 1  | 3  | -2   |

| 3 juin  | Brésil   | 1 | 1 | Suède    |
| 3 juin  | Autriche | 2 | 1 | Espagne  |
| 7 juin  | Autriche | 1 | 0 | Suède    |
| 7 juin  | Brésil   | 0 | 0 | Espagne  |
| 11 juin | Brésil   | 1 | 0 | Autriche |
| 11 juin | Espagne  | 1 | 0 | Suède    |

L'Autriche devance le Brésil grâce à une meilleure attaque.

#### Groupe IV
Les Péruviens prennent exemple sur les Autrichiens en réalisant une performance remarquée : devancer les Pays-Bas dans leur groupe. Ils battent l'Écosse 3-1, l'Iran 4-1 et font match nul contre les hommes d'Ernst Happel 0-0. Ces derniers se qualifient eux aussi en battant l'Iran malgré une défaite surprise contre l'Écosse lors de la dernière journée. L'Écosse revenue à hauteur de points avec les Pays-Bas est éliminée en raison d'une différence de buts défavorable (-1 contre +2).
| Classement final |          |     |   |   |   |   |    |    |      |
|                  | Équipe   | Pts | J | G | N | P | BP | BC | Diff |
| 1                | Pérou    | 5   | 3 | 2 | 1 | 0 | 7  | 2  | +5   |
| 2                | Pays-Bas | 3   | 3 | 1 | 1 | 1 | 5  | 3  | +2   |
| 3                | Écosse   | 3   | 3 | 1 | 1 | 1 | 5  | 6  | -1   |
| 4                | Iran     | 1   | 3 | 0 | 1 | 2 | 2  | 8  | -6   |

| 3 juin  | Pays-Bas | 3 | 0 | Iran     |
| 3 juin  | Pérou    | 3 | 1 | Écosse   |
| 7 juin  | Pays-Bas | 0 | 0 | Pérou    |
| 7 juin  | Écosse   | 1 | 1 | Iran     |
| 11 juin | Écosse   | 3 | 2 | Pays-Bas |
| 11 juin | Pérou    | 4 | 1 | Iran     |

Lors du match contre l'Écosse, le Péruvien Teófilo Cubillas marque deux buts, dont un coup franc considéré comme un des plus spectaculaires de l'histoire du football,. Le coup franc est situé sur le côté gauche aux abords de la surface de réparation du gardien écossais Alan Rough. Juan José Muñante feinte le tir puis Cubillas frappe la balle de l'extérieur du pied droit, elle  contourne alors le mur et se loge dans la lucarne gauche.

### Second tour
Les deux groupes comprennent chacun une équipe de chaque poule du premier tour selon la formule :
A : 1er I, 2e II, 1er III, 2e IV
B : 2e I, 1er II, 2e III, 1er IV
Curieusement les têtes de série du premier tour (Argentine, Allemagne, Brésil, Pays-Bas) terminent toutes à la deuxième place de leur poule et se retrouvent dans les mêmes groupes « théoriques » donnés par le tirage, mais inversés (A au lieu de B, B au lieu de A). S'il était bien « prévu » que l'Argentine croise la route du Brésil avant la finale, en revanche, les lieus et horaires des rencontres diffèrent. Les Argentins se retrouvent ainsi exilés à Rosario, laissant la place du Monumental de River Plate aux Italiens (qui auraient certainement apprécié de jouer à Rosario où la population d'origine italienne est nombreuse). En compensation l'Argentine obtient du comité d'organisation de la FIFA que l'horaire « maison » (19 h 15) en place au premier tour soit reconduit pour le second tour. Cet horaire aménagé, offrant l'avantage de connaître le résultat des autres adversaires du groupe avant de jouer, déclenchera la polémique et sera déterminant dans la qualification des Argentins pour la finale.

#### Groupe A
Dans cette poule 100% européenne, les deux équipes germaniques sont devancées par les Pays-Bas, qui accèdent à la finale, et l'Italie, qui s'en va jouer le match pour la troisième place. Assez moyens par rapport à leur statut de favoris au premier tour (perdant notamment contre l'Écosse à la surprise générale), les Néerlandais montent en régime et battent les Autrichiens ainsi que les Italiens. Entre-temps, ils sont accrochés sur le score de 2 à 2 par les Allemands (tenants du titre et adversaires des Néerlandais lors de la finale de 1974) au cours d'un match spectaculaire, le meilleur du second tour de ce « Mundial ». L'Italie termine deuxième du groupe en faisant match nul contre l'Allemagne de l'Ouest et en battant l'Autriche.
| Classement final |                      |     |   |   |   |   |    |    |      |
|                  | Équipe               | Pts | J | G | N | P | BP | BC | Diff |
| 1                | Pays-Bas             | 5   | 3 | 2 | 1 | 0 | 9  | 4  | +5   |
| 2                | Italie               | 3   | 3 | 1 | 1 | 1 | 2  | 2  | 0    |
| 3                | Allemagne de l'Ouest | 2   | 3 | 0 | 2 | 1 | 4  | 5  | -1   |
| 4                | Autriche             | 2   | 3 | 1 | 0 | 2 | 4  | 8  | -4   |

| 14 juin | Italie               | 0 | 0 | Allemagne de l'Ouest |
| 14 juin | Pays-Bas             | 5 | 1 | Autriche             |
| 18 juin | Allemagne de l'Ouest | 2 | 2 | Pays-Bas             |
| 18 juin | Italie               | 1 | 0 | Autriche             |
| 21 juin | Pays-Bas             | 2 | 1 | Italie               |
| 21 juin | Autriche             | 3 | 2 | Allemagne de l'Ouest |

#### Groupe B
Le match Argentine-Pérou, voyant la victoire des hôtes 6-0, fut très controversé. Avant cela, le Brésil a battu le Pérou et l'Argentine a battu la Pologne. Ensuite, la Pologne a battu le Pérou et Brésiliens et Argentins ont fait match nul. Le Brésil, contraint de jouer plus tôt lors de l'ultime journée, ne sait pas encore si sa victoire 3-1 sur la Pologne, qui porta sa différence de buts à + 5 (six contre un) suffira pour passer en finale. Tandis que l'Argentine, qui joue après, sait avant le coup d'envoi qu'il lui faudra gagner avec au moins 4 buts d'écart contre le Pérou pour se qualifier. L'Argentine réussit à s'imposer par six buts d'écart et gagne le droit de disputer sa première finale depuis 1930.
| Classement final |           |     |   |   |   |   |    |    |      |
|                  | Équipe    | Pts | J | G | N | P | BP | BC | Diff |
| 1                | Argentine | 5   | 3 | 2 | 1 | 0 | 8  | 0  | +8   |
| 2                | Brésil    | 5   | 3 | 2 | 1 | 0 | 6  | 1  | +5   |
| 3                | Pologne   | 2   | 3 | 1 | 0 | 2 | 2  | 5  | -3   |
| 4                | Pérou     | 0   | 3 | 0 | 0 | 3 | 0  | 10 | -10  |

| 14 juin | Brésil    | 3 | 0 | Pérou   |
| 14 juin | Argentine | 2 | 0 | Pologne |
| 18 juin | Pologne   | 1 | 0 | Pérou   |
| 18 juin | Argentine | 0 | 0 | Brésil  |
| 21 juin | Brésil    | 3 | 1 | Pologne |
| 21 juin | Argentine | 6 | 0 | Pérou   |

### Match pour la troisième place
La troisième place de la Coupe du monde se joue entre le Brésil et l'Italie. En début de match, l'Italien Giancarlo Antognoni tire un coup franc sur l'arête du but brésilien. L'équipe italienne laisse ensuite l'initiative du jeu au Brésil tandis que ses attaquants Franco Causio, Roberto Bettega et Paolo Rossi se montrent dangereux en bougeant beaucoup. À la 38e minute de jeu, un centre de Paolo Rossi venant de la droite parvient jusqu'à Franco Causio qui, au deuxième poteau et de la tête, permet à l'Italie de mener au score 1-0. Peu après, Franco Causio frappe sur la barre transversale puis sur le poteau. Malgré l'activité de Batista et José Guimarães Dirceu au milieu du terrain et les montées des défenseurs brésiliens, l'Italie se montre supérieure en première mi-temps.
En seconde mi-temps le Brésil élève son rythme de jeu et domine l'équipe italienne, qui se contente de défendre son avantage au score. À la 64e minute de jeu, Nelinho égalise à 1-1 en marquant un but spectaculaire d'un ballon travaillé. Après ce but, le Brésil accentue encore sa pression notamment grâce à Dirceu et Batista. L'entrée en jeu de Rivelino donne plus de liberté à Dirceu qui en profite pour marquer de loin le but de la victoire pour le Brésil à la 70e minute. L'Italie se met alors à nouveau à attaquer mais ne parvient pas à égaliser, une nouvelle tête de Roberto Bettega étant repoussée par la barre transversale du gardien brésilien Leão. Le Brésil l'emporte et monte sur le podium final, terminant la compétition invaincu.
| 24 juin 1978                      | Brésil                   | 2 - 1   | Italie     | Estadio Monumental, Buenos Aires               |                                                |
| 15:00 · Historique des rencontres | Nelinho 64e · Dirceu 72e | (0 - 1) | Causio 38e | Spectateurs : 69 659 Arbitrage : Abraham Klein | Spectateurs : 69 659 Arbitrage : Abraham Klein |
| 15:00 · Historique des rencontres | (Rapport)                |         |            | Spectateurs : 69 659 Arbitrage : Abraham Klein | Spectateurs : 69 659 Arbitrage : Abraham Klein |

### Finale
Pour la première fois de l'histoire, les deux finalistes de la Coupe du monde se présentent au coup d'envoi en comptant une défaite chacun (au premier tour). Les deux finalistes ont par ailleurs chacun déjà disputé et perdu une finale (1930 pour l'Argentine ; 1974 pour les Pays-Bas). La finale de 1978 (après celles de 1930, 1934, 1954 et 1958) est également jouée par deux équipes non titrées.
L'Argentine bat les Pays-Bas 3-1 en faisant la différence au cours de la prolongation et remporte son premier titre mondial. Après la Tchécoslovaquie (1934 et 1962) et la Hongrie (1938 et 1954), les Pays-Bas sont ainsi la troisième nation à échouer deux fois en finale (1974 et 1978). À l'issue du match, les Néerlandais refusent d'assister à la cérémonie de clôture.
| Titulaires : |  |
| |  |
| Ubaldo Fillol · Jorge Olguin · Luis Galván · Daniel Passarella · Alberto Tarantini · Osvaldo Ardiles 66e · Américo Gallego · Oscar Ortiz 75e · Daniel Bertoni · Leopoldo Luque · Mario Kempes · |  |
| Remplaçants : |  |
| Omar Larrosa 66e · René Houseman 75e · |  |
| Entraîneur : |  |
| César Luis Menotti |  |

| Titulaires : |  |
| |  |
| Jan Jongbloed · Jan Poortvliet · Ruud Krol · Ernie Brandts · Wim Jansen 73e · Johan Neeskens · Arie Haan · Willy van de Kerkhof · René van de Kerkhof · Johnny Rep 59e · Robert Rensenbrink · |  |
| Remplaçants : |  |
| Dick Nanninga 59e · Wim Suurbier 73e · |  |
| Entraîneur : |  |
| Ernst Happel |  |

| Titulaires : |  |
| |  |
| Ubaldo Fillol · Jorge Olguin · Luis Galván · Daniel Passarella · Alberto Tarantini · Osvaldo Ardiles 66e · Américo Gallego · Oscar Ortiz 75e · Daniel Bertoni · Leopoldo Luque · Mario Kempes · |  |
| Remplaçants : |  |
| Omar Larrosa 66e · René Houseman 75e · |  |
| Entraîneur : |  |
| César Luis Menotti |  |

| Titulaires : |  |
| |  |
| Jan Jongbloed · Jan Poortvliet · Ruud Krol · Ernie Brandts · Wim Jansen 73e · Johan Neeskens · Arie Haan · Willy van de Kerkhof · René van de Kerkhof · Johnny Rep 59e · Robert Rensenbrink · |  |
| Remplaçants : |  |
| Dick Nanninga 59e · Wim Suurbier 73e · |  |
| Entraîneur : |  |
| Ernst Happel |  |

## Les 22 champions du monde
Voir l'article équipe d'Argentine de football à la coupe du monde 1978.

## Meilleurs buteurs
Le meilleur buteur de la Coupe du monde 1978 est l'Argentin Mario Kempes avec six buts. Il devance le Péruvien Teófilo Cubillas et le Néerlandais Robert Rensenbrink, qui totalisent cinq buts chacun.
Le Péruvien Teófilo Cubillas, qui avait auparavant déjà marqué cinq fois et terminé troisième meilleur buteur lors de la Coupe du monde de 1970, devient en 1978 le cinquième meilleur buteur de l'histoire de la Coupe du monde avec un total de dix buts derrière l'Allemand Gerd Müller (14 buts), le Français Just Fontaine (13), le Brésilien Pelé (12) et le Hongrois Sándor Kocsis (11).
| Place             | Joueur                | Équipe               | Buts |
| ----------------- | --------------------- | -------------------- | ---- |
| Médaille d'or     | Mario Kempes          | Argentine            | 6    |
| Médaille d'argent | Teófilo Cubillas      | Pérou                | 5    |
| Médaille d'argent | Robert Rensenbrink    | Pays-Bas             | 5    |
| 4                 | Johann Krankl         | Autriche             | 4    |
| 4                 | Leopoldo Luque        | Argentine            | 4    |
| 6                 | Roberto Dinamite      | Brésil               | 3    |
| 6                 | Dirceu                | Brésil               | 3    |
| 6                 | Karl-Heinz Rummenigge | Allemagne de l'Ouest | 3    |
| 6                 | Johnny Rep            | Pays-Bas             | 3    |
| 6                 | Paolo Rossi           | Italie               | 3    |

## Classement de la compétition
| Place              | Nation               | Stade de la compétition |
| ------------------ | -------------------- | ----------------------- |
| Médaille d'or      | Argentine            | Vainqueur               |
| Médaille d'argent  | Pays-Bas             | Finale                  |
| Médaille de bronze | Brésil               | Demi-finale             |
| 4                  | Italie               | Demi-finale             |
| 5                  | Allemagne de l'Ouest | Second tour             |
| 6                  | Pologne              | Second tour             |
| 7                  | Autriche             | Second tour             |
| 8                  | Pérou                | Second tour             |
| 9                  | Tunisie              | Premier tour            |
| 10                 | France               | Premier tour            |
| 11                 | Espagne              | Premier tour            |
| 12                 | Écosse               | Premier tour            |
| 13                 | Suède                | Premier tour            |
| 14                 | Iran                 | Premier tour            |
| 15                 | Hongrie              | Premier tour            |
| 16                 | Mexique              | Premier tour            |

## Résultat financier
L'organisation de la Coupe du monde 1978 permet de dégager un bénéfice de 45,6 millions de francs suisses. 10 % du bénéfice revient à la FIFA, 25 % à l'Argentine en tant que pays organisateur, et 65 % est distribué aux équipes participantes.
Les recettes se montent à 68,4 millions de francs suisses. La vente des billets d'entrée aux stades rapportent 43 % des recettes. Les droits audiovisuels, radiophoniques et cinématographiques contribuent pour 35 % des recettes, et la publicité dans les stades pour 21 %. La Coca-Cola Company verse ainsi 8 millions de dollars pour être, et ceci pour la première fois, sponsor officiel de la Coupe du monde. Le merchandising est peu développé et contribue à un peu plus de 1 % du total des recettes.
Le total des dépenses liées à l'organisation de la compétition est de 22,7 millions de francs suisses. Le plus gros poste des dépenses est la location des six stades pour 4,4 millions de francs suisses, soit 19 % du total.
| Intitulé                       | Montant |
| ------------------------------ | ------- |
| Vente de tickets               | 29,398  |
| Droits TV, radio, films        | 23,919  |
| Publicité dans les stades      | 14,108  |
| Merchandising                  | 0,929   |
| Pourcentage sur matchs amicaux | 0,016   |
| Total des recettes             | 68,369  |

| Intitulé                                            | Montant |
| --------------------------------------------------- | ------- |
| Location des stades                                 | 4,410   |
| Déplacements des équipes                            | 1,695   |
| Hébergement des équipes                             | 2,110   |
| Déplacements et hébergement des arbitres            | 0,728   |
| Déplacements et hébergement des officiels FIFA      | 2,627   |
| Communication et organisation (dépenses de la FIFA) | 2,518   |
| Dépenses d'organisation en Argentine                | 1,470   |
| Presse, antidopage, audit                           | 2,197   |
| Assurances                                          | 2,300   |
| Divers                                              | 2,670   |
| Total des dépenses                                  | 22,723  |

## Dopage
Des contrôles antidopage urinaires sont effectués à l'issue de chaque rencontre de la compétition : deux joueurs de chaque équipe sont tirés au sort et doivent se présenter au contrôle dans les 15 minutes qui suivent la fin du match.
Un cas de dopage est détecté pendant cette Coupe du monde : il s'agit de l’Écossais Willie Johnston, contrôlé positif après le match Pérou-Écosse du 3 juin. Ses coéquipiers Kenny Dalglish et Archie Gemmill sont désignés par tirage au sort, mais Johnston remplace Gemmill qui prétend être déshydraté. Le premier échantillon d'urine de Johnston est testé positif à l'amphétamine. Sa fédération le renvoie immédiatement en Écosse sans même attendre le résultat du deuxième échantillon. Johnston expliquera que les amphétamines lui ont été prescrites par le médecin de son club du West Bromwich Albion Football Club et que la prise de cette substance est « monnaie courante dans le championnat anglais »,,.
Un contrôle antidopage existe en Coupe du monde depuis l'édition 1966 en Angleterre et Johnston est le deuxième footballeur convaincu de dopage, après l'Haïtien Ernest Jean-Joseph qui avait été contrôlé positif à la suite de la prise d'un stimulant psychomoteur lors de la coupe du monde 1974. Comme les produits dopants ne sont alors recherchés dans aucune compétition de football en dehors de la Coupe du monde, des spécialistes estiment que le cas de Willie Johnston n'est que « la partie visible de l'iceberg ».

## Suspicion de match truqué en lien avec des exécutions d'opposants
Dans le cadre de l'Opération condor (coordination des différentes dictatures d'Amérique latine afin de traquer et éliminer leurs opposants) les autorités d'Argentine et du Pérou auraient secrètement convenu d'un accord concernant le dernier match de poule du second tour opposant leurs deux équipes, décisif pour l'Argentine qui devait s'imposer avec une différence d'au moins quatre buts pour atteindre la finale. L'hypothèse avancée est que la dictature argentine aurait promis de faire exécuter par sa police politique treize opposants péruviens à la dictature de Francisco Morales Bermúdez, en échange de l'assurance d'une large défaite péruvienne lors de la rencontre sportive. L'Argentine s’imposera en effet sur le score-fleuve de 6 à 0 synonyme de finale, alors que les treize opposants qui devaient être tués au cours d'un « vol de la mort » ont été sauvés grâce a la diplomatie française,,,,.